# Maurismo

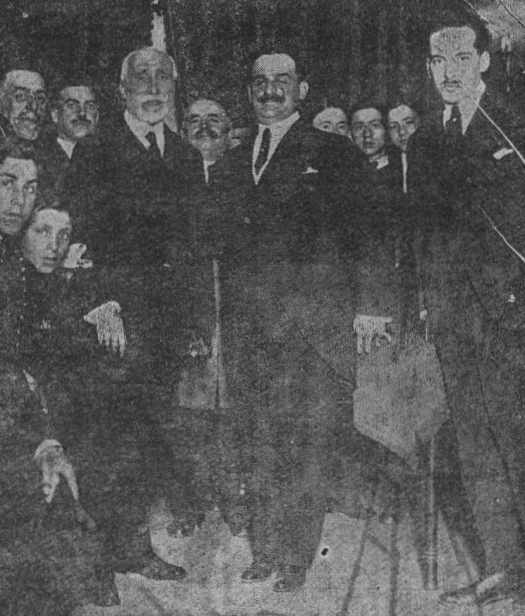
César Silió, Antonio Maura y Antonio Goicoechea en un acto maurista (Goñi, abril de 1917).

El maurismo fue un movimiento político conservador que floreció en España a partir de 1913 en torno a la figura de Antonio Maura tras el cisma del Partido Conservador en idóneos y mauristas. Su desarrollo tuvo lugar en un período de crisis de los partidos dinásticos de la Restauración. El movimiento, que se fragmentó en dos corrientes en la década de 1920, es señalado por algunos observadores como un precursor de la derecha radical española, «Es desde luego significativo que una parte de las principales figuras de la extrema derecha española de los años treinta salga de las filas mauristas». mientras que otros especialistas [¿quién?] lo consideran una copia barata del Maurrasismo en Francia.

## Historia

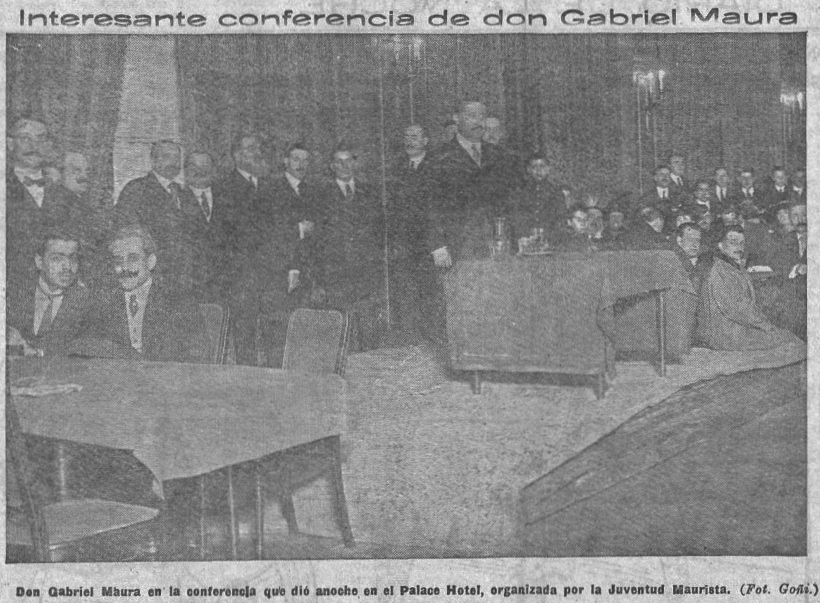
Conferencia de Gabriel Maura organizada por la Juventud Maurista en el Palace Hotel en marzo de 1917 (Goñi).

La negativa en 1913 a continuar con los términos del turno pacífico por parte de Maura produjo un cisma en el partido conservador entre los «idóneos» (partidarios de Dato y de la normalidad dinástica) y los partidarios de Maura, dándose lugar a continuación entre estos últimos a la conformación progresiva de un movimiento, el «maurismo». En octubre de 1913, un discurso seminal en Zaragoza por parte de Ángel Ossorio y Gallardo dio origen al llamado «maurismo callejero». Este maurismo callejero, de carácter activo, recurriría a la agitación popular, llegando incluso a la violencia física. «Nosotros somos el maurismo callejero, porque creemos que la Monarquía necesita ser popular para afianzarse», dijo José Calvo Sotelo en un mitin en Vallecas. Frente a este sector se encontraba el «maurismo parlamentario» que parecía dispuesto a llegar a acuerdos con el Partido Conservador que encabezaba Dato.
La posición de Antonio Maura fue «dejar hacer sin responsabilizarse de las actitudes de los mauristas. Si bien alentó a sus discípulos en el campo de la política, no quiso desempeñar ningún papel relevante en lo que se refiere a su organización». Así pues, «no deja de ser curiosa la relación de Maura con sus discípulos», señala José Luis Rodríguez Jiménez. «La más peculiar de cuantas se dieron entre un dirigente político y sus seguidores» en la vida política española, apunta Javier Tusell. Ante el mutismo inicial de Maura los miembros del «maurismo callejero» llegaron a decir en abril de 1914: «Don Antonio no nos es indispensable» y «si don Antonio no encauza y abandona el maurismo, éste seguirá contra don Antonio, tan venal desde ese momento como los demás políticos españoles». Antonio Maura habló por primera vez en defensa del maurismo el 5 de junio de 1914 y al día siguiente abandonó las Cortes acompañado de otros 22 diputados en el momento en que se iban a votar los presupuestos presentados por el gobierno conservador presidido por Eduardo Dato. La ruptura con los «idóneos» era completa.
El origen del maurismo como movimiento organizado hay que buscarlo en la Juventud Maurista, que se desgajó de la Juventud Conservadora, y cuyos principales impulsores fueron Gabriel Maura (hijo de Antonio Maura) y Ángel Ossorio y Gallardo. Los mauristas no llegaron a fundar un partido nuevo, pero sí crearon su propia organización encabezada por la Junta Nacional de Acción Maurista, y que contó con varias juntas locales. Editaba sus propios boletines informativos pero su principal órgano de difusión fue el diario La Acción, además del semanario Vida Ciudadana y el periódico satírico El Mentidero. Ossorio y Gallardo resumió el programa del movimiento en tres puntos: catolicismo, «médula social de España»; fortalecimiento de la monarquía y del Ejército; y «protección de los obreros». Los mauristas «en líneas generales eran, además de "católicos militantes", nacionalistas españolistas, moderadamente reformistas en lo relativo a la "cuestión social", especialmente el sector dirigido por Ossorio y Gallardo, monárquicos autoritarios y antiliberales». En las Cortes que se formaron tras las elecciones generales de España de 1914 solo algo más del 10 % de los senadores y de los diputados conservadores (en total 47) mostraron su adhesión incondicional a Antonio Maura.
El movimiento recibiría influencias de las ideas de Charles Maurras —con el que Antonio Maura se carteaba— y Action Française, y de ellos adoptaron, especialmente el sector más autoritario encabezado por Antonio Goicoechea, su concepción de la sociedad como un organismo regido por la noción de jerarquía y gobernado por «los más aptos». Es lo que Goicoechea, presidente de la Juventud Maurista de Madrid, llamó una «democracia conservadora» o una «democracia orgánica», «eufemismo retomado por el franquismo con el que hacía referencia a un régimen autoritario y corporativista, nacionalista en lo político y favorable a la planificación y nacionalización de la economía». Sin embargo, Antonio Maura nunca llegaría a prestar su apoyo a la vertiente más extremista del movimiento creado en torno a su figura.
Además de Gabriel Maura y de Ossorio y Gallardo, otros políticos mauristas serían José Calvo Sotelo, José Félix de Lequerica, Fernando Suárez de Tangil o César Silió. Miguel Ángel Perfecto identifica tres corrientes internas en el movimiento: la católica social de Ossorio, la liberal-conservadora de Gabriel Maura y los neoconservadores de Goicoechea. Por otra parte, los seguidores de Juan de la Cierva dentro del Partido Conservador, en la medida en la que se alejaron de la ortodoxia de Eduardo Dato acabaron orbitando en posiciones autoritarias próximas al maurismo, pero no se llegaron a integrar en la organización. Asimismo se produjo el acercamiento de un sector del maurismo, el menos entusiasta con Alfonso XIII, al tradicionalismo pero no se llegó a alcanzar ningún acuerdo porque Antonio Maura era consciente de que eso hubiera supuesto la ruptura definitiva del Partido Conservador, aunque sí que hubo apoyos mutuos entre mauristas y jaimistas en algunas elecciones.

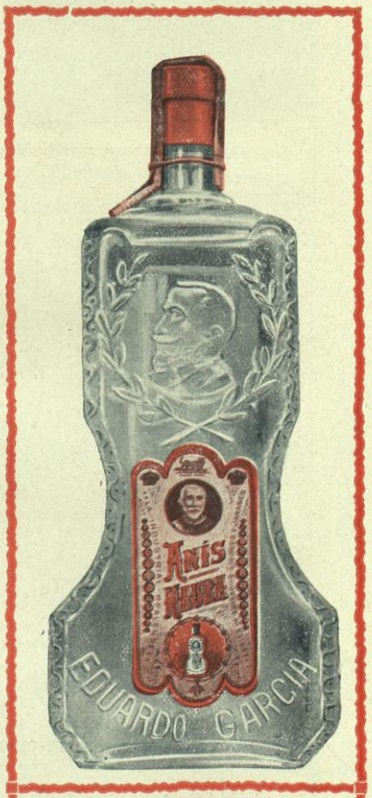
Botella de Anís Maura

Los estratos sociales predominantes entre los mauristas, cuya primera Asamblea Nacional se celebró en Madrid en enero de 1914, fueron jóvenes de la aristocracia y las clases medias acomodadas. El movimiento se dotó de una estructura orgánica, de prensa, creó círculos mauristas e incluso asociaciones obreras y procedería a presentar candidatos para elecciones municipales y generales. Los mauristas se significaron por la profusión de su acción propagandística, haciendo suyo el lema de «¡Maura Sí!», e incluso crear una marca de «Anís Maura». Según José Luis Rodríguez Jiménez, esta labor constituiría una de las diferencias clave entre el maurismo y el conservadurismo. Así, «el maurismo actuó, especialmente entre 1913 y 1917, como elemento movilizador de la opinión e introdujo en la vida política española nuevas formas de actuación, como eran los amplios despliegues propagandísticos, los mítines y la creación de centros con carácter formativo y didáctico». Este historiador también ha destacado que el maurismo «ayudó a renovar el léxico de la derecha española, enriqueciéndolo con referencias a la explotación de los trabajadores, y expresiones y términos como "gesto de rebeldía", "deber", "sacrificio" y "revolución", asignando a este último un sentido positivo; asimismo el maurismo incorporó al discurso político español la idea de no ser ni de derechas ni de izquierdas que en los años venideros estaría omnipresente en Falange Española», además de constituir un rasgo de la deriva del conservadurismo liberal al autoritario. En un mitin celebrado en La Coruña el 5 de diciembre de 1917 José Calvo Sotelo proclamó lo siguiente:

Somos de derechas en cuanto a los ideales ya que es ideal —y primordial entre todos— del maurismo la conservación de aquellas instituciones que son consustanciales con nuestra raza y nuestra historia [...] En el orden de los procedimientos, de la actuación, somos revolucionarios, somos de izquierda, porque hemos aportado al campo político de la Monarquía un torrente arrollador de energías juveniles, antes dispersas o enmohecidas [...] Si la derecha significa privilegio, y la izquierda igualdad ante la ley, nosotros somos de izquierda. Si la derecha significa respeto a la autoridad y la izquierda indisciplina, nosotros somos de derecha. Si la derecha significa abstención política, atrofia ciudadana, inacción, parálisis, alejamiento de las luchas políticas y la izquierda, por el contrario, asonada, tumulto, motín, barricada, nosotros no somos ni de derecha ni de izquierda.

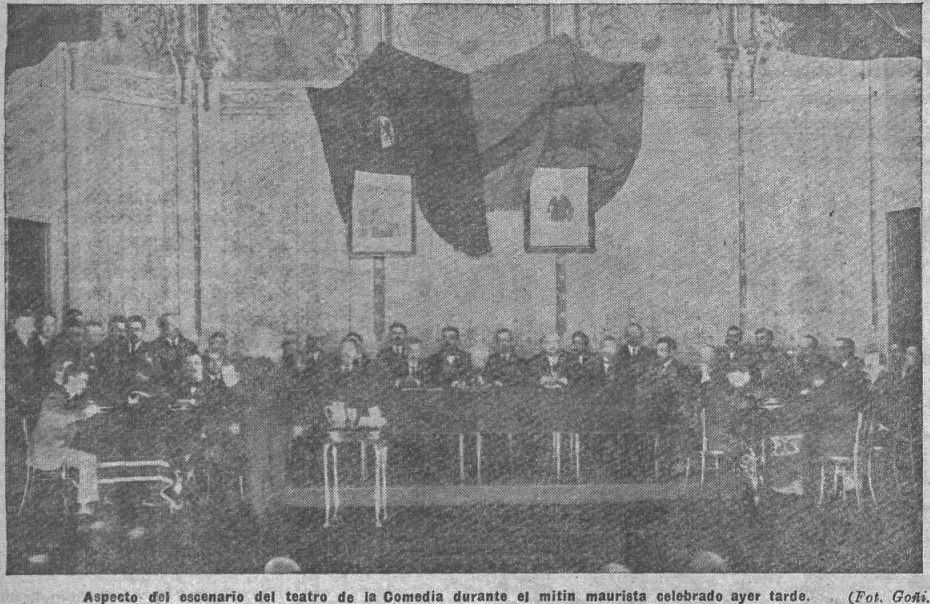
Mitin maurista en el Teatro de la Comedia en 1917, por Francisco Goñi.

Presentado a sí mismo como antitético al canovismo, el maurismo habría tratado de liderar una modernización conservadora, definiendo finalmente un proyecto ideológico intervencionista, nacionalista y corporativo. Ha sido caracterizado como un movimiento regeneracionista. Otro rasgo del maurismo era el catolicismo confesional, especialmente en sus inicios.
Su acción social se podía describir frecuentemente como de cuño paternalista y de una función de tutela de las clases altas a las bajas. En este campo fue probablemente donde el maurismo hizo una aportación más innovadora en el seno del conservadurismo español pues se crearon centros obreros mauristas e incluso en Madrid una mutualidad obrera, que estuvo dirigida por José Calvo Sotelo, y una bolsa de trabajo. Durante la Primera Guerra Mundial, los mauristas se decantaron mayoritariamente por posiciones germanófilas, a pesar de la neutralidad de Maura y la germanofobia de Ossorio. Cuando Francesc Cambó convocó la asamblea de parlamentarios, en plena crisis de 1917, Antonio Maura aconsejó a sus partidarios que no acudieran para gran decepción del líder catalanista, que tenía con Maura muchos puntos en común.

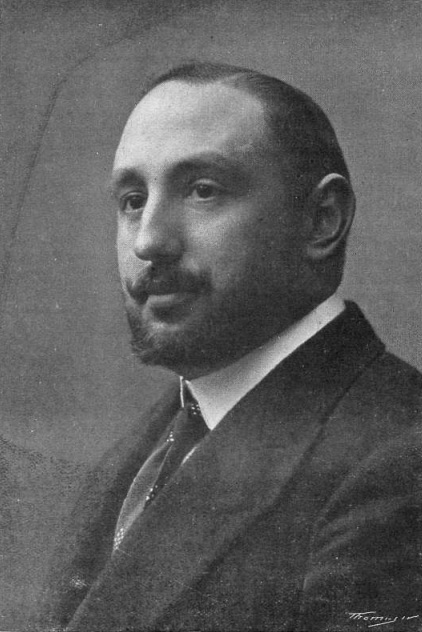
Ángel Ossorio y Gallardo

En las elecciones municipales de 1917 en Madrid el maurismo consiguió ocho de los treinta concejales (convirtiéndose en la minoría más votada), que en 1922 aumentarían a diez. La suma de los concejales mauristas y los de la coalición republicano-socialista, superaba a la de los concejales de los partidos tradicionales.
En marzo de 1918 Antonio Maura presidió un gobierno de «unidad nacional» del que formaban parte los líderes de las diferentes facciones de los dos partidos del turno y también Cambó. Su fracaso tuvo una honda repercusión en el maurismo pues hizo que el sector más autoritario del mismo comenzara a defender la formación de un Gobierno al margen del Parlamento. Encontró apoyo en el diario La Acción que apeló a que alguien se atreviese «a repetir la hazaña de Pavía», además de caracterizar a las Cortes como un «asilo de politiquería, refugio de caciques y mangoneadores, tribuna de charlatanes».
Al año siguiente, Maura volvió a formar gobierno y en esta ocasión incorporó a tres ministros mauristas, Goicoechea (Gobernación), Silió (Instrucción Pública) y Ossorio (Fomento), pero de nuevo acabó en fracaso. Desde entonces el movimiento tendió a la fragmentación. A partir de 1919 las juventudes mauristas madrileñas nutrieron de miembros a la Unión Ciudadana. Los mauristas habían alcanzado su máxima representación en Cortes en las elecciones de mayo de 1919. Las convocó el gobierno encabezado por Antonio Maura y Antonio Goicoechea, al frente del ministerio de la Gobernación, se ocupó de «conseguir» una mayoría gubernamental, a pesar de que los mauristas habían venido defendiendo la sinceridad electoral y la denuncia del caciquismo (con todo solo obtuvieron 64 diputados, a los que habría que sumar 40 ciervistas; los "idóneos" de Dato, 93). Tras su salida del Gobierno, el maurismo inició un paulatino descenso electoral. En las elecciones de 1920 la fracción política únicamente obtuvo veintidós diputados. En las de 1923 solo once.
Tras el fracaso del gobierno de 1919, Maura asumió posiciones cada vez más autoritarias, abogando por una dictadura temporal a modo de «paréntesis». Como Maura se cercioró de la dificultad de que únicamente con el movimiento maurista pudiese llevar a cabo su ideario se planteó como objetivo alcanzar una concentración de la derecha al margen de los partidos, «una agrupación de actitudes y prestigios», con el catalanista conservador Francesc Cambó, los tradicionalistas Víctor Pradera y Vázquez de Mella, y los mauristas. Sin embargo, en 1921 tras el desastre de Annual el rey Alfonso XIII volvió a recurrir a Antonio Maura para que presidiera un nuevo gobierno de «unidad nacional», que otra vez fracasó. «A partir de entonces Maura se automarginó políticamente, ahora con carácter casi definitivo, situación que vino acompañada por la escisión en las filas mauristas», sin que Maura tomara partido por ninguna de las dos facciones que se formaron.
De la rama ortodoxa del maurismo se escindieron dos facciones «antagónicas». Por un lado, la encabezada por Ángel Ossorio y Gallardo, que apostaría por el catolicismo social —ausente en la obra de Antonio Maura— y la democracia cristiana, y que en 1922 creó el Partido Social Popular, y por otro, la que acaudilló Antonio Goicoechea de índole antiliberal y autoritaria, que abogaba por la «democracia orgánica», concepto que sería retomado por la dictadura franquista. Hacia 1922 los mauristas en torno al periodista Manuel Delgado Barreto y la publicación La Acción se situaban ya en la órbita del fascismo italiano. En un artículo Delgado Barreto anunciaba la llegada del «fascismo a la española» y recalcaba que «la inmoralidad [política] no se ha evitado en ningún país más que por medio de una dictadura sana, decente, justiciera, encauzadora que prepare nuevos sistemas políticos». En el diario se animaba a los mauristas a avanzar «por la senda del fascismo» El propio Goicoechea llegaba a insistir en que «hombres de la derecha y de la izquierda hacen votos para que surja en España un Mussolini». El maurista Joaquín Santos Ecay fundó en diciembre de 1922 La Camisa Negra, el primer periódico fascista español (aunque se editó un solo número), en el que se exigía «un brazo de hierro que levante muy en lo alto el estandarte nacional e imponga y haga cumplir a todos un programa de economía, trabajo y disciplina». En su lanzamiento contó con el apoyo de la Confederación Patronal Española, cuyo órgano de prensa El Eco Patronal reclamaba un «Mussolini español».
Al fundar Ossorio y Gallardo el nuevo Partido Social Popular, que tomaba como modelo el católico Partido Popular Italiano, Goichoechea quedó como el único líder del maurismo (siendo confirmado como tal en la última asamblea del movimiento que se celebró en diciembre de 1922, aunque Gabriel Maura siguió conservando la presidencia honorífica).
Representantes del maurismo como José Calvo Sotelo y el propio Goicoechea pasaron a apoyar, tras el golpe de Estado de septiembre de 1923 a la dictadura de Primo de Rivera —cuyo advenimiento jaleó la inmensa mayoría de los mauristas— y finalmente participarían en Renovación Española durante la Segunda República.